# Cartaletis fusciventris
Cartaletis fusciventris là một loài bướm đêm trong họ Geometridae.